# Fierozzo
Fierozzo är en ort och kommun i provinsen Trento i regionen Trentino-Sydtyrolen i Italien. Kommunen hade 472 invånare (2018).